# Dan-Axel Zagadou
Dan-Axel Zagadou (* 3. června 1999 Créteil) je francouzský profesionální fotbalista, který hraje na pozici stopera nebo levého obránce. V polovině září 2022 přestoupil do německého klubu VfB Stuttgart.

## Klubová kariéra

### Začátky
Zagadou zahájil svou mládežnickou kariéru v klubu z jeho rodného města US Créteil. V roce 2011 se stal hráčem Paris Saint-Germain ve věku 12 let. Dalších pět sezón pak strávil v akademii PSG a v roce 2016 byl přidělen do rezervního týmu.

### Borussia Dortmund
5. června 2017 přestoupil zadarmo do německého klubu Borussia Dortmund, podepsal zde pětiletou smlouvu. 28. října 2017 vstřelil svůj první gól za Borussii při prohře 4:2 proti Hannoveru 96, kde však také v 59. minutě obdržel svoji první červenou kartu.

## Reprezentační kariéra
Zagadou reprezentoval Francii na mládežnických úrovních U16, U17, U18, U19, U20 a v současné době hraje za tým do 21 let.

## Osobní život
Zagadou, který se narodil ve Francii, má kořeny z Pobřeží slonoviny.

## Statistiky

### Klubové
| Klub              | Sezóna  | Liga       | Liga   | Liga | Pohár  | Pohár | Evropské poháry | Evropské poháry | Ostatní | Ostatní | Celkem | Celkem |
| Klub              | Sezóna  | Liga       | Zápasy | Góly | Zápasy | Góly  | Zápasy          | Góly            | Zápasy  | Góly    | Zápasy | Góly   |
| ----------------- | ------- | ---------- | ------ | ---- | ------ | ----- | --------------- | --------------- | ------- | ------- | ------ | ------ |
| Borussia Dortmund | 2017/18 | Bundesliga | 11     | 1    | 1      | 0     | 3               | 0               | 1       | 0       | 16     | 1      |
| Borussia Dortmund | 2018/19 | Bundesliga | 17     | 2    | 1      | 0     | 4               | 0               | —       | —       | 22     | 2      |
| Borussia Dortmund | 2019/20 | Bundesliga | 15     | 1    | 2      | 0     | 5               | 0               | 0       | 0       | 22     | 1      |
| Borussia Dortmund | 2020/21 | Bundesliga | 8      | 0    | 2      | 0     | 2               | 0               | 0       | 0       | 12     | 0      |
| Borussia Dortmund | Celkem  | Celkem     | 51     | 4    | 6      | 0     | 14              | 0               | 1       | 0       | 72     | 4      |
| Celkem            | Celkem  | Celkem     | 51     | 4    | 6      | 0     | 14              | 0               | 1       | 0       | 72     | 4      |

1. 1 2 3 4  Zápasy v Lize mistrů UEFA
2. ↑  Zápasy v Evropské lize UEFA
3. ↑  Zápas v DFL-Supercupu

## Ocenění

### Klubové
Borussia Dortmund
- DFL-Supercup: 2019